# Saint-Aubin-Montenoy
Saint-Aubin-Montenoy è un comune francese di 224 abitanti situato nel dipartimento della Somme nella regione dell'Alta Francia.

## Società

### Evoluzione demografica
Abitanti censiti